# Przez śnieżną pustynię
Przez śnieżną pustynię (nor. Ni liv, ang. Nine Lives) – norweski film z 1957 roku w reżyserii Arne Skouena.

## Nagrody i nominacje
| Nazwa nagrody | Wygrane            | Nominacje                                   |
| Oscar         | 1958 bez rezultatu | 1958 Najlepszy film nieanglojęzyczny        |
| Złota Palma   | 1958 bez rezultatu | 1958 Udział w konkursie głównym Arne Skouen |